# Marco Trungelliti
Marco Trungelliti (Santiago del Estero, 31 gennaio 1990) è un tennista argentino con cittadinanza italiana.

## Biografia
Ha vinto in carriera diversi tornei dei circuiti minori sia in singolare che in doppio. I suoi migliori ranking ATP sono stati il 112º in singolare nel marzo 2019 e il 174º in doppio nell'aprile 2014. Nel luglio 2012 supera le qualificazioni del Croatia Open Umag e accede per la prima volta al tabellone principale di un torneo dell'ATP World Tour. Nel 2016 vince il suo primo incontro in una prova del Grande Slam agli Australian Open. Nel 2018 disputa di nuovo a Umag la prima semifinale in singolare nel circuito maggiore.

## Statistiche

### Tornei minori

#### Vittorie (10)
| Legenda tornei minori |
| Challenger (4)        |
| ITF (7)               |

| N.  | Data              | Torneo                             | Superficie  | Avversario in finale      | Punteggio          |
| 1.  | 7 luglio 2008     | Argentina F6, Villa María          | Terra rossa | Diego Álvarez             | 7-6(3), 6-3        |
| 2.  | 3 novembre 2008   | Argentina F15, Bahía Blanca        | Terra rossa | Guido Pella               | 6-1, 6-2           |
| 3.  | 15 giugno 2009    | Argentina F8, Rafaela              | Terra rossa | Guillermo Rivera-Aranguiz | 4-6, 6-2, 5-1 rit. |
| 4.  | 9 novembre 2009   | Argentina F22, Bahia Blanca        | Terra rossa | Lionel Noviski            | 7-6(4), 6-4        |
| 5.  | 14 giugno 2010    | Argentina F8, Cordoba              | Terra rossa | Guillermo Durán           | 6-3, 4-6, 6-2      |
| 6.  | 16 maggio 2011    | Argentina F5, Villa del Dique      | Terra rossa | Diego Schwartzman         | 6-4, 6-2           |
| 7.  | 16 novembre 2014  | Brazil F13, Santa Maria            | Terra rossa | Fabiano De Paula          | 4-6, 7-5, 6-1      |
| 8.  | 15 aprile 2018    | Open Città della Disfida, Barletta | Terra rossa | Simone Bolelli            | 2-6, 7-6(4), 6-4   |
| 9.  | 29 settembre 2019 | Firenze Tennis Cup, Firenze        | Terra rossa | Pedro Sousa               | 6-2, 6-3           |
| 10. | 10 marzo 2024     | Rwanda Challenger II, Kigali       | Terra rossa | Clément Tabur             | 6-4, 6-2           |

| 11. | 15 Giugno 2025 | Lyon Challenger, Lyon | Terra rossa | Daniel Merida Aguilar | 6-3, 4-6, 6-3 |

#### Finali perse (19)
| Legenda tornei minori |
| Challengers (11)      |
| ITF (8)               |

| N.  | Data              | Torneo                                   | Superficie  | Avversario in finale    | Punteggio        |
| 1.  | 5 ottobre 2009    | Argentina F17, Santiago del Estero       | Terra rossa | Agustin Picco           | 7-5, 6(4)-7, 4-6 |
| 2.  | 19 luglio 2010    | Argentina F13, Corrientes                | Terra rossa | Guido Pella             | 6-3, 1-6, 2-6    |
| 3.  | 8 novembre 2010   | Argentina F22, Rosario                   | Terra rossa | Andrés Molteni          | 2-6, 0-6         |
| 4.  | 29 maggio 2011    | Paraguay F2, Asunción                    | Terra rossa | Duilio Beretta          | 6-4, 6(2)-7, 3-6 |
| 5.  | 22 settembre 2013 | Quito Challenger, Quito                  | Terra rossa | Víctor Estrella Burgos  | 6-2, 4-6, 4-6    |
| 6.  | 4 maggio 2014     | Open Cali, Cali                          | Terra rossa | Gonzalo Lama            | 3-6, 6-4, 3-6    |
| 7.  | 20 luglio 2014    | Argentina F10, Buenos Aires              | Terra rossa | Andrés Molteni          | 2-6, 6-0, 1-6    |
| 8.  | 20 luglio 2014    | Ecuador F6, Ibarra                       | Terra rossa | Giovanni Lapentti       | 2-6, 6(4)-7      |
| 9.  | 6 settembre 2015  | Bangkok Challenger, Bangkok              | Cemento     | Yūichi Sugita           | 4-6, 2-6         |
| 10. | 3 luglio 2016     | Marburg Open, Marburgo                   | Terra rossa | Jan Satral              | 2-6, 4-6         |
| 11. | 18 marzo 2018     | Spain F6, Xabia                          | Terra rossa | Germain Gigounon        | 4-6, 3-6         |
| 12. | 7 ottobre 2018    | Firenze Tennis Cup, Firenze              | Terra rossa | Pablo Andújar           | 5-7, 3-6         |
| 13. | 22 novembre 2020  | M15 Villena, Villena                     | Terra rossa | Pol Martin Tiffon       | 4-6, 4-6         |
| 14. | 5 giugno 2021     | Biella Challenger VII, Biella            | Terra rossa | Holger Rune             | 3-6, 7-5, 6(5)-7 |
| 15. | 17 aprile 2022    | Open Comunidad de Madrid, Madrid         | Terra rossa | Pedro Cachín            | 3-6, 7-6(3), 3-6 |
| 16. | 21 agosto 2022    | Santo Domingo Open, Santo Domingo        | Terra verde | Pedro Cachín            | 4-6, 6-2, 3-6    |
| 17. | 13 agosto 2023    | Santo Domingo Open, Santo Domingo        | Terra rossa | Genaro Alberto Olivieri | 5-7, 6-2, 4-6    |
| 18. | 3 marzo 2024      | Rwanda Challenger, Kigali                | Terra rossa | Kamil Majchrzak         | 4-6, 4-6         |
| 19. | 2 giugno 2024     | Internazionali Città di Vicenza, Vicenza | Terra rossa | Tseng Chun-hsin         | 3-6, 2-6         |